# Amiota lineiventris
Amiota lineiventris är en tvåvingeart som beskrevs av Maca 2003. Amiota lineiventris ingår i släktet Amiota och familjen daggflugor. Inga underarter finns listade i Catalogue of Life.